# Tromblon (canonnière)
Pour les articles homonymes, voir Tromblon.
 (décembre 2015).
 (décembre 2019).
Le Tromblon est un navire, canonnière à vapeur et voiles auxiliaires (chaloupe-canonnière) de la Marine nationale française en service actif de 1875 à 1881. Il participa à la campagne de Tunisie de 1881. Il termine sa carrière en 1898 comme navire cible, et finit coulé dans l'Anse aux Sablette par des tirs de la batterie Saint-Elme non loin de Saint-Mandrier dans le Var à 1 kilomètre au Sud de la Pointe de Saint-Elme.

## Construction
Au début de la IIIe République est commandée une série de canonnières de petit gabarit portant toutes le nom d'une arme. Le Tromblon est mis en chantier à Toulon le 15 janvier 1873 sur plan de M. Berrier-Fontaine et lancé le 20 janvier 1875. C'est un petit navire en fer à vapeur à cheminée simple et grée d'un unique mât de 2 voiles (brigantine+foc) pour une surface vélique d'environ 220 mètres carrés. Sa coque est trapue est possède un bulbe d'étrave. Il est donné pour 23,67 m de long, 7,44 m de large et un tirant d'eau de 1,7 m. Il jauge 189 tonneaux. Il est mû par une machine à vapeur à charbon Claparède à 2 chaudières de 450 ch pour deux hélice de bronze et file 9 nœuds maximum. Il est manœuvré par 1 officier et 24 matelots. Très énergivore ce petit vaisseau engloutissait 52,5 quintaux de charbon et plusieurs dizaines de litres d'huile de graissage par jour.
Il est armé à la proue (en chasse) d'un canon fretté fixe de 240 mm modèle 1870 et à la poupe (en retraite) d'un canon rayé de 120 mm.

## Histoire
Jusqu'en 1881, à Toulon, il mène l'obscure vie de navire portuaire de servitude. Du 20 juillet au 9 août 1881, il participe à la campagne de Tunisie. Il traverse la Méditerranée à la remorque de l'Oise. Devant les côtes de Tunisie, il sert au ravitaillement en tout genre des troupes. Son faible tirant d'eau lui permet d'atteindre les plages au plus près. De retour à Toulon, mis sur cales, on ne l'utilise plus.
Il est rayé du service en juillet 1898. On le met en vente mais personne n'en veut. Le mois suivant, le 13 août 1898, après dépose de l'artillerie, il est converti en cible d'exercice. Il est envoyé par le fond après une canonnade de la batterie côtière Saint-Elme dans le Var le 21 octobre 1898 en présence d'Édouard Lokroy ministre de la marine. L'épave gît par 43° 04' 00 N 05° 54' 20 E. Son nom sera repris par le contre-torpilleur Tromblon (M33) de Classe Claymore lancé en 1905.

## Source
- Anne et Jean-Pierre Joncheray, 100 épaves en Côte d'Azur, t. 1 : De La Ciotat à Saint Tropez, Challes-les-Eaux, GAP éditions, 2007, 352 p. (ISBN 978-2-7417-0340-2), chap. 15 (« Le Tromblon »), p. 79 à 81